# 九州産業大学の人物一覧
九州産業大学の人物一覧（きゅうしゅうさんぎょうだいがくのじんぶついちらん）は、九州産業大学に関係する人物の一覧記事。

## 著名な教職員
- 酒井田柿右衛門 (14代目) - 人間国宝、大学院客員教授
- 小川規三郎 - 人間国宝、大学院客員教授
- 香月泰男 - 芸術学部油絵科主任教授
- 荻野喜弘 - 経済学、教授
- 益村眞知子 - 経済学、教授
- 宇田川宣人 - 教授
- 江成常夫 - 写真家、教授
- 古賀俊憲 - ボクシング部監督
- 大久保哲也 - 硬式野球部監督
- 田代卓 - イラストレーター、教授
- 増村雅尚 - 教授

## OB・OG

### 政界
- 小田祐士 - 岩手県野田村長。全国簡易水道協議会会長
- 城戸嘉世子 - 政治運動家 教育党党首 教育評論家
- 桜井森夫 - 富山県小矢部市長
- 早田順一 - 熊本県山鹿市長
- 吉弘拓生 - 奈良県三宅町副町長、一般財団法人地域活性化センターフェロー、元群馬県下仁田町副町長

### 財界
- 河原成美 - 力の源ホールディングス創業者・社長、元日本ラーメン協会副理事長
- 後藤功 - ソフトウェア製作会社グラモ社長
- 日野晃博-ゲーム制作会社レベルファイブ社長
- 松山洋 - ゲーム制作会社サイバーコネクトツー社長

### 文芸
- 小川勝己 - 推理作家、横溝正史ミステリ大賞（中退）
- よしながこうたく - 絵本作家、イラストレーター
- ヒキタクニオ - 小説家
- 村田らむ - ルポライター、漫画家

### 芸術
- 原田大三郎 - 映像作家、多摩美術大学教授
- 中村信喬 - 人形作家
- 野村佐紀子 - 写真家
- 百瀬俊哉 - 写真家　九州産業大学芸術学部教授
- 井上佐由紀 - 写真家
- 杉森瑛徳 - 現代美術家

### アニメーション
- 湯浅政明 - アニメーション作家
- 山下高明 - アニメーター
- 日高政光 - アニメーション演出家
- 榊正宗 - CGクリエイター、ゲームディレクター

### イラストレーター
- 白亜右月 - イラストレーター 『爆裂天使 キャラクターデザイン』（中退）
- 日向悠二 - イラストレーター 『吉永さん家のガーゴイル キャラクターデザイン』
- 石橋謙一 - イラストレーター
- 黒星紅白（飯塚武史） - イラストレーター 『キノの旅、サモンナイト 挿絵、キャラクターデザイン』（中退）

### 漫画家
- 北条司 - 漫画家 『キャッツ♥アイ』『CITY HUNTER』『エンジェル・ハート』
- 岸本斉史 - 漫画家 『NARUTO -ナルト-』
- 六道神士 - 漫画家 『エクセル・サーガ』
- Moo.念平 - 漫画家 『あまいぞ!男吾』（中退）
- 小林俊彦 - 漫画家 『ぱられる』『ぱすてる』
- 月島冬二 - 漫画家 『女王様がいっぱい』
- 巻来功士 - 漫画家 『ゴッドサイダー』（中退）
- 井上正治 - 漫画家 『マラソンマン』
- 春日光広 - 漫画家『ザ・サムライ』
- 今賀俊 - 漫画家『爆球連発!!スーパービーダマン』
- 坂井孝行 - 漫画家 『K-1 ダイナマイト』
- 龍炎狼牙 - 漫画家 『ムクロヒメ＜骸姫＞』
- 吉開寛二 - 漫画家 『丼なモンダイ!』
- 名島啓二 - 漫画家 『波打際のむろみさん』

### 芸能
- 蛯原友里 - CanCamモデル、女優
- 林沙弥香 - モデル、温泉レポーター
- ヒロシ - コメディアン
- 松尾スズキ - 俳優、脚本家、演出家 『恋の門』
- 江頭2:50 - コメディアン（中退）
- 長渕剛 - ミュージシャン（中退）
- 松村邦洋 - コメディアン（中退）
- 中尾憲太郎 - ミュージシャン『ナンバーガール』『sloth love chunks』（中退）
- 松浦慎一郎 - 俳優
- 武藤昭平 - ミュージシャン『勝手にしやがれ』（中退）
- 佐藤哲夫（パンクブーブー） - 漫才師（中退）
- 篠原けんじ - お笑い芸人、北九州市議会議員
- 山部善次郎 - ミュージシャン
- トン・ニーノ - ミュージシャン『T-Pistonz+KMC』
- 小川恵夢 - お笑い芸人
- 笑福亭恭瓶 - 落語家（中退）
- HARU - タレント、ディスクジョッキー
- Honey -  タレント、ディスクジョッキー（中退）
- 出光仁美 - 演歌歌手
- 西尾芳彦 - 音楽プロデューサー
- 増田貴紀（バーテンダーアーティスト）
- ジャッキーちゃん（ものまね芸人）
- マントル一平 - お笑い芸人
- マグ万平 - お笑い芸人

### アナウンサー
- 吉村誠一郎 - フリーアナウンサー、元長崎国際テレビアナウンサー、元朝日ニュースターアナウンサー
- 矢田部ゆか - フリーアナウンサー、元エフエム佐賀リポーター、元静岡放送キャスター、元南海放送アナウンサー

### スポーツ

#### 野球
- 島田誠 - 元日本ハム外野手（中退）
- 増本宏 - 元大洋投手、プロ野球マスターズリーグ・東京ドリームス投手
- 福澤洋一 - 元ロッテ捕手、現スカウト（中退）
- 大畑徹 - 元大洋
- 有隅昭二 - 元ヤクルト、現プロ野球審判員（中退）
- 坂口千仙 - 元南海、ダイエー、日本ハム、ヤクルト
- 中原朝日 - 元日本ハム
- 福地経人 - 元近鉄
- 川村博昭 - 元太平洋クラブ
- 古屋哲美 - 元西鉄
- 榎下陽大 - 元日本ハム
- 西村憲 - 元阪神
- 武藤幸司 - 元台中金剛（台湾）
- 村井一男 - 元西武、中日
- 松浦英信 - 元中日
- 青木和義 - 元西武
- 坂田和隆 - 元南海
- 浜田智博 - 元中日
- 高良一輝 - 元日本ハム
- 高山竜太朗 - 元巨人
- 福田満樹 - オタワ（英語版）（フロンティアリーグ）
- 福森耀真 - 元楽天
- 大久保哲也 - 野球部監督、元三菱重工長崎
- 岩田将貴 - 横浜
- 児玉亮涼 - 西武
- 浦田俊輔 - 巨人

#### サッカー
- 楠本祐規 - Honda FC
- 斉藤諒 - いわてグルージャ盛岡
- 下上昇大 - いわてグルージャ盛岡
- 田中達也 - アビスパ福岡
- 中村圭介 - AC長野パルセイロフィジカルコーチ
- 野見山秀樹 - 元ガンバ大阪（中退）
- 朴俊慶 - 元FC岐阜
- 三浦誠史 - Honda FC
- 村口良平 - 元FC KAGOSHIMA

#### バスケットボール
- 藤原隆充 - 群馬クレインサンダーズ
- 陰承民 - 元ライジング福岡
- 加納督大 - ライジングゼファーフクオカ
- 千々岩利幸 - 元ライジング福岡
- 藤江建典 - 秋田ノーザンハピネッツ
- 上良潤起 - 香川ファイブアローズ

#### 格闘技
- 喜多村誠 - 空手

#### プロレス
- 富豪富豪夢路（藤崎忠博）
- 筑前りょう太（椎葉亮司）
- 炭谷信介
- 上田祐介
- 池田誠志
- 旭志織

### その他
- 小宮正江 - 女子ゴールボール選手、ロンドンパラリンピック金メダリスト、アテネパラリンピック銅メダリスト
- 渡辺大剛 - 冒険家
- 藤丸光一 - 競艇選手
- 橋口弘次郎 - 元騎手、現調教師（競馬）・日本中央競馬会所属
- 後藤俊彦 - 高千穂神社宮司
- 百武裕司 - アマチュア天文家、「百武彗星」発見者
- 迫田夢乃 - ラグビー選手